# Makia (roślina)
Makia (Maackia Raf.) – rodzaj roślin z rodziny bobowatych (Fabaceae). Obejmuje 9 gatunków. Zasięg rodzaju obejmuje południową część Rosyjskiego Dalekiego Wschodu, Półwysep Koreański, Japonię i wschodnie Chiny (w Chinach obecnych jest siedem gatunków). Są to drzewa i krzewy rosnące w lasach liściastych strefy umiarkowanej oraz strefy ciepłej i subtropikalnej, często w lasach świetlistych, zarówno w niższych położeniach, jak i na obszarach górskich.
Niektóre gatunki uprawiane są jako ozdobne, a zwłaszcza makia amurska M. amurensis, która bywa sadzona w Ameryce Północnej i Europie, także w Polsce, aczkolwiek zwykle tylko w kolekcjach dendrologicznych. Gatunek ten wykorzystywany jest w Azji jako źródło cenionego drewna używanego w meblarstwie i do wyrobu elementów wykończeniowych w budownictwie, drobnych wyrobów drewnianych i narzędzi. Jest sadzony w celu przeciwdziałania erozji, jako roślina miododajna i na paszę.
Nazwa rodzajowa upamiętnia Richarda Maaka (1825–1886), niemieckiego badacza Syberii.

## Morfologia
PokrójKrzewy i drzewa do 20 m wysokości.
LiścieSezonowe, skrętoległe, bez przylistków. Blaszka nieparzysto pierzasto złożona. Listków jest 5–17 i osadzone są one mniej lub bardziej naprzeciwlegle na osi liścia, która u nasady nie jest zgrubiała i nie osłania pąków. Blaszki listków są całobrzegie.
KwiatyZebrane w gęste grona, czasem rozgałęzione, wzniesione, wyrastające na końcach pędów, z odpadającymi przysadkami. Kwiaty motylkowe, ale z płatkami łódeczki tylko częściowo zrośniętymi, białymi. Kielich u nasady rurkowaty, z 5 nierównymi ząbkami. Pręcików 10, o nitkach zrastających się tylko u nasady. Słupek pojedynczy, z jednego owocolistka, z górną, gęsto owłosioną zalążnią zawierającą 1–5 zalążków, z lekko wygiętą szyjką słupka zwieńczoną drobnym znamieniem.
OwoceStrąki spłaszczone, jajowate do silnie wydłużonych i równowąskich, proste lub skręcone, czasem też oskrzydlone. Nasiona eliptyczne, spłaszczone.
Rodzaje podobneStrączyn Cladrastis ma pąki schowane przez nabrzmiałą nasadę liścia i listki na osi liścia ułożone skrętolegle. Salweenia ma wąskie listki (do 4 mm). Ormosia u części gatunków owoce zdrewniałe i walcowate, nasiona ponad 1 cm średnicy, listków mniej – zwykle od 3 do 11.

## Systematyka
Pozycja systematyczna
Jeden z rodzajów plemienia Sophoreae z podrodziny bobowatych właściwych (Faboideae) z rodziny bobowatych (Fabaceae). Rodzaj wskazywany jest jako blisko spokrewniony z rodzajem szupin Sophora.
Wykaz gatunków
- Maackia amurensis Rupr. – makia amurska
- Maackia australis (Dunn) Takeda
- Maackia chekiangensis S.S.Chien
- Maackia floribunda (Miq.) Takeda
- Maackia hupehensis Takeda
- Maackia hwashanensis W.T.Wang ex C.W.Chang
- Maackia taiwanensis Hoshi & H.Ohashi
- Maackia tashiroi Makino
- Maackia tenuifolia (Hemsl.) Hand.-Mazz.